# Suddivisioni della Birmania
Le suddivisioni della Birmania di primo livello sono in tutto 21 e più precisamente sono sette regioni, sette stati, un territorio dell'unione, una zona auto-amministrata e cinque divisioni auto-amministrate.

## Organizzazione delle suddivisioni
Le suddivisioni di primo livello, ad eccezione delle zone auto-amministrate, sono composte da distretti. A loro volta i distretti sono composti da township, che sono le suddivisioni di terzo livello. Ogni township è composta dalle municipalità del paese, che possono essere città, ward o villaggi.
| Livello        | 1                                           | 2               | 3               | 4                     | 5            |
| -------------- | ------------------------------------------- | --------------- | --------------- | --------------------- | ------------ |
| Divisione Tipo | Territorio dell'Unione (ပြည်တောင်စုနယ်မြေ)           | Distretto (ခရိုင်) | Township (မြို့နယ်)* | Town (မြို့)              | Ward (ရပ်ကွက်)  |
| Divisione Tipo | Regione (တိုင်းဒေသကြီး) Stato (ပြည်နယ်)                | Distretto (ခရိုင်) | Township (မြို့နယ်)* | Village tract (ကျေးရွာအုပ်စု) | Village (ကျေးရွာ) |
| Divisione Tipo | Divisione auto-amministrata (ကိုယ်ပိုင်အုပ်ချုပ်ခွင့်ရတိုင်း) | Distretto (ခရိုင်) | Township (မြို့နယ်)* | Village tract (ကျေးရွာအုပ်စု) | Village (ကျေးရွာ) |
| Divisione Tipo | Zona auto-amministrata (ကိုယ်ပိုင်အုပ်ချုပ်ခွင့်ရဒေသ)      |                 | Township (မြို့နယ်)* | Village tract (ကျေးရွာအုပ်စု) | Village (ကျေးရွာ) |

- Alcune township sono ulteriormente divise in Subtownship (မြို့နယ်ခွဲ).

## Suddivisioni di primo livello
Le suddivisioni di primo livello della Birmania sono le seguenti:
- sette regioni (in birmano: တိုင်းဒေသကြီး, trascrizione: taing detha gyi, IPA: táɪɴ dèθa̰ dʑí), che fino al 2010 erano chiamate divisioni (in birmano: တိုင်း, trascrizione: tain).[2] Le loro popolazioni sono composte prevalentemente da membri dell'etnia birmana
- sette stati (in birmano: ပြည်နယ်, trascrizione: pyinè) le cui popolazioni sono composte prevalentemente da minoranze etniche come quelle maggioritarie degli shan e dei karen
- 1 territorio dell'Unione, dove si trova la capitale Naypyidaw[2]
- cinque zone auto-amministrate (in birmano: ကိုယ်ပိုင်အုပ်ချုပ်ခွင့်ရဒေသ, trascrizione IPA: kòbàɪɴ ʔoʊʔtɕʰoʊʔ kʰwɪ̰ɴja̰ dèθa̰)[2]
- una divisione auto-amministrata (in birmano: ကိုယ်ပိုင်အုပ်ချုပ်ခွင့်ရ တိုင်း, trascrizione IPA: kòbàɪɴ ʔoʊʔtɕʰoʊʔ kʰwɪ̰ɴja̰ táɪɴ)[2]

### Regioni, stati e territorio dell'Unione
Le regioni, a eccezione di quelle dell'Ayeyarwady e di Tanintharyi, prendono il nome dei loro capoluoghi. La maggioranza delle popolazioni delle regioni è di etnia birmana. La maggioranza della popolazione di ciascuno stato, zona e divisione è composta da membri di altre etnie tutte diverse tra loro. Ognuna di queste etnie dà il nome alla suddivisione in cui è maggioritaria.
La Regione di Ayeyarwady è quella più popolata e la Regione di Yangon è la più densamente popolata. La suddivisione meno popolata è lo Stato Kayah. Per grandezza, la suddivisione più grande è lo Stato Shan e la Regione di Yangon la più piccola. Il piccolo Territorio dell'Unione di Naypyidaw, istituito nel novembre 2010 attorno alla capitale Naypyidaw, faceva parte in precedenza della Regione di Mandalay.

#### Stati e regioni

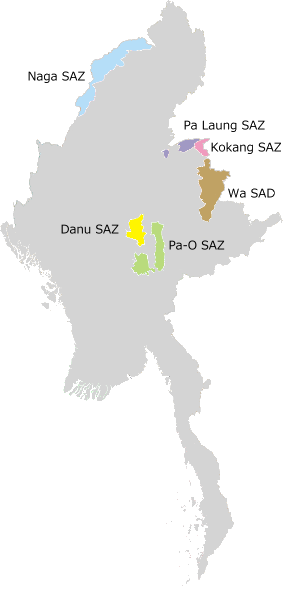
Divisione e zone auto-amministrate

| Bandiera | Nome                                | Birmano       | Capolouogo | ISO   | Regione geografica | Pop. (2014) | Superficie (km2) |
| -------- | ----------------------------------- | ------------- | ---------- | ----- | ------------------ | ----------- | ---------------- |
|          | Regione di Ayeyarwady               | ဧရာဝတီတိုင်းဒေသကြီး     | Pathein    | MM-07 | Basso Myanmar      | 6 184 829   | 35 031,8         |
|          | Regione di Bago                     | ပဲခူးတိုင်းဒေသကြီး       | Pegu       | MM-02 | Basso Myanmar      | 4 867 373   | 39 402,3         |
|          | Stato Chin                          | ချင်းပြည်နယ်        | Hakha      | MM-14 | Alto Myanmar       | 478 801     | 36 018,8         |
|          | Stato Kachin                        | ကချင်ပြည်နယ်       | Myitkyina  | MM-11 | Alto Myanmar       | 1 689 441   | 89 041,8         |
|          | Stato Kayah                         | ကယားပြည်နယ်        | Loikaw     | MM-12 | Alto Myanmar       | 286 627     | 11 731,5         |
|          | Stato Kayin                         | ကရင်ပြည်နယ်       | Pa-An      | MM-13 | Basso Myanmar      | 1 574 079   | 30 383           |
|          | Regione di Magway                   | မကွေးတိုင်းဒေသကြီး       | Magway     | MM-03 | Alto Myanmar       | 3 917 055   | 44 820,6         |
|          | Regione di Mandalay                 | မန္တလေးတိုင်းဒေသကြီး     | Mandalay   | MM-04 | Alto Myanmar       | 6 165 723   | 37 945,6         |
|          | Stato Mon                           | မွန်ပြည်နယ်        | Moulmein   | MM-15 | Basso Myanmar      | 2 054 393   | 12 296,6         |
|          | Territorio dell'Unione di Naypyidaw | နေပြည်တော် ပြည်ထောင်စုနယ်မြေ | Naypyidaw  | MM-18 | Alto Myanmar       | 1 160 242   | 7 054            |
|          | Stato Rakhine                       | ရခိုင်ပြည်နယ်       | Sittwe     | MM-16 | Basso Myanmar      | 3 188 807   | 36 778,0         |
|          | Regione di Sagaing                  | စစ်ကိုင်းတိုင်းဒေသကြီး     | Monywa     | MM-01 | Alto Myanmar       | 5 325 347   | 93 704,8         |
|          | Stato Shan                          | ရှမ်းပြည်နယ်        | Taunggyi   | MM-17 | Alto Myanmar       | 5 824 432   | 155 801,3        |
|          | Regione di Tanintharyi              | တနင်္သာရီတိုင်းဒေသကြီး    | Dawei      | MM-05 | Basso Myanmar      | 1 408 401   | 44 344,9         |
|          | Regione di Yangon                   | ရန်ကုန်တိုင်းဒေသကြီး     | Yangon     | MM-06 | Basso Myanmar      | 7 360 703   | 10 276,7         |

#### Divisione e zone auto-amministrate
La divisione e le zone auto-amministrate sono state costituite con la Costituzione del 2008 e il nome è stato loro assegnato con un decreto del 20 agosto 2010:
- Zona auto-amministrata Danu, amministrata da membri dell'etnia danu
- Zona auto-amministrata Kokang, amministrata da membri dell'etnia kokang
- Zona auto-amministrata Naga, amministrata da membri dell'etnia naga
- Zona auto-amministrata Pa'O, amministrata da membri dell'etnia pa'o
- Zona auto-amministrata Pa Laung, amministrata da membri dell'etnia palaung
- Divisione auto-amministrata Wa, amministrata da membri dell'etnia wa